# Claude Vigée
Claude Vigée (geboren als Claude André Strauss am 3. Januar 1921 in Bischwiller, Elsass; gestorben am 2. Oktober 2020 in Paris) war Professor für moderne französische Literatur sowie ein französischer Dichter französischer, elsässischer und westjiddischer Sprache. Er selbst beschrieb sich als „Jude und Elsässer, also doppelt Elsässer und doppelt Jude“.

## Leben
Vigée stammte aus einer im Elsass altansässigen jüdischen Familie von Getreide- und Tuchhändlern. Er verbrachte seine Jugend in Bischwiller, ging dann aufs Gymnasium in Straßburg. 1940 durch den deutschen Einmarsch aus dem Elsass vertrieben, begann er an der Universität Toulouse ein Studium der Medizin, bevor er sich der Résistance anschloss. Dort nahm er den Namen Vigée an (in Anspielung auf Vie, j’ai, also „Ich habe Leben“).
1942 veröffentlichte er seine ersten Gedichte in der Untergrundzeitschrift Poésie 42. 1943 floh er in die Vereinigten Staaten, wo er 1947 in Romanistik promovierte. Er lehrte französische Sprache und Literatur nacheinander an der Ohio State University, am Wellesley College und an der Brandeis University. Seit 1950 veröffentlichte er regelmäßig seine Gedichte in Frankreich. 1960 bis 2001 lebte er in Israel, wo er bis zu seiner Pensionierung 1983 an der Hebräischen Universität in Jerusalem lehrte. Am 18. März 2000 wurde in seiner Heimatstadt Bischwiller das Kulturzentrum Claude Vigée eingeweiht.
Vigée lebte zuletzt in Paris.
Thema von Vigées Dichtung war unter anderem die Auseinandersetzung mit dem Leiden der Juden, der Elsässer, der elsässischen Juden und der Juden im Elsass, aber auch mit der Schönheit und Vergänglichkeit des schlichten, ländlichen Erbes. Auch das Streben nach Frieden und zwischenmenschlicher Einigung ist ein immer wiederkehrendes Motiv.
Vigée war Träger zahlreicher Preise, darunter der Jacob-Burckhardt-Preis der Basler Johann-Wolfgang-von-Goethe-Stiftung (1977), der Johann-Peter-Hebel-Preis (1984), der Würth-Preis für Europäische Literatur (2002) sowie der Elisabeth-Langgässer-Literaturpreis (2003).

## Werke (Auswahl)
- La lutte avec l’ange (1950)
- La corne du grand pardon (1954)
- L’été indien (1957)
- Le poème du retour (1962)
- Le passage du vivant
- Dans le creuset du vent
- Danser vers l’abîme
- Dans le silence de l’Aleph (1992)
- Les Puits d’eau vive (1993)
- Un panier de houblon (1994) - Autobiografie
- Treize inconnus de la Bible (1996)
- Être poète pour que les hommes vivent (2006)